# Fußball-Weltmeisterschaft 1990/Gruppe A
| Pl. | Land             | Sp. | S | U | N | Tore    | Diff. | Punkte |
| --- | ---------------- | --- | - | - | - | ------- | ----- | ------ |
| 1.  | Italien          | 3   | 3 | 0 | 0 | 004:000 | +4    | 06:0   |
| 2.  | Tschechoslowakei | 3   | 2 | 0 | 1 | 006:300 | +3    | 04:20  |
| 3.  | Österreich       | 3   | 1 | 0 | 2 | 002:300 | −1    | 02:40  |
| 4.  | USA              | 3   | 0 | 0 | 3 | 002:800 | −6    | 0:60   |

Gruppe A der Fußball-Weltmeisterschaft 1990:

## Italien – Österreich 1:0 (0:0)
| Italien                                                     | Italien | Österreich | Österreich |
| ----------------------------------------------------------- | --- | --- | ---------- |
| Italien                                                     | \| 1. Spieltag \| \| Samstag, 9. Juni 1990 um 21:00 Uhr in Rom (Stadio Olimpico) \| \| Zuschauer: 73.303 \| \| Schiedsrichter: José Roberto Wright ( Brasilien) \| \| Spielbericht \|                                                                                        | \| 1. Spieltag \| \| Samstag, 9. Juni 1990 um 21:00 Uhr in Rom (Stadio Olimpico) \| \| Zuschauer: 73.303 \| \| Schiedsrichter: José Roberto Wright ( Brasilien) \| \| Spielbericht \|                                                                  | Österreich |
| Italien                                                     | Walter Zenga – Franco Baresi – Giuseppe Bergomi , Riccardo Ferri, Paolo Maldini – Roberto Donadoni, Carlo Ancelotti (46. Luigi De Agostini), Fernando De Napoli, Giuseppe Giannini – Gianluca Vialli, Andrea Carnevale (74. Salvatore Schillaci) Cheftrainer: Azeglio Vicini | Klaus Lindenberger – Ernst Aigner – Kurt Russ, Robert Pecl, Michael Streiter – Peter Artner (61. Manfred Zsak), Manfred Linzmaier (77. Alfred Hörtnagl), Peter Schöttel, Andreas Herzog – Andreas Ogris, Toni Polster Cheftrainer: Josef Hickersberger | Österreich |
| Italien                                                     | 1:0 Schillaci (78.) | | Österreich |
| Italien                                                     | Herzog (6.) | | Österreich |
| 1. Spieltag                                                 | | |            |
| Samstag, 9. Juni 1990 um 21:00 Uhr in Rom (Stadio Olimpico) | | |            |
| Zuschauer: 73.303                                           | | |            |
| Schiedsrichter: José Roberto Wright ( Brasilien)            | | |            |
| Spielbericht                                                | | |            |

## USA – ČSFR 1:5 (0:2)
| USA                                                              | USA | ČSFR | ČSFR |
| ---------------------------------------------------------------- | --- | --- | ---- |
| Vereinigte Staaten                                               | \| 1. Spieltag \| \| Sonntag, 10. Juni 1990 um 17:00 Uhr in Florenz (Stadio Comunale) \| \| Zuschauer: 33.266 \| \| Schiedsrichter: Kurt Röthlisberger ( Schweiz) \| \| Spielbericht \|                                                            | \| 1. Spieltag \| \| Sonntag, 10. Juni 1990 um 17:00 Uhr in Florenz (Stadio Comunale) \| \| Zuschauer: 33.266 \| \| Schiedsrichter: Kurt Röthlisberger ( Schweiz) \| \| Spielbericht \|                                                     | ČSFR |
| Vereinigte Staaten                                               | Tony Meola – Mike Windischmann – Steve Trittschuh, Desmond Armstrong – Paul Caligiuri, John Stollmeyer (64. Marcelo Balboa), Tab Ramos, John Harkes, Eric Wynalda – Bruce Murray (78. Christopher Sullivan), Peter Vermes Cheftrainer: Bob Gansler | Jan Stejskal – Ján Kocian – František Straka, Miroslav Kadlec – Ivan Hašek , Jozef Chovanec, Luboš Kubík, Ľubomír Moravčík (82. Vladimír Weiss), Michal Bílek – Tomáš Skuhravý, Ivo Knoflíček (76. Milan Luhový) Cheftrainer: Jozef Vengloš | ČSFR |
| Vereinigte Staaten                                               | 1:3 Caligiuri (60.) | 0:1 Skuhravý (26.) 0:2 Bilek (40., Foulelfmeter) 0:3 Hašek (50.) 1:4 Skuhravý (78.) 1:5 Luhový (90.) | ČSFR |
| Vereinigte Staaten                                               | Meola (39.), Trittschuh (44.) | Kubik (30.), Kadlec (62.) | ČSFR |
| Vereinigte Staaten                                               | Wynalda (52.) | | ČSFR |
| Vereinigte Staaten                                               | Meola hält Foulelfmeter von Bilek (87.) | | ČSFR |
| 1. Spieltag                                                      | | |      |
| Sonntag, 10. Juni 1990 um 17:00 Uhr in Florenz (Stadio Comunale) | | |      |
| Zuschauer: 33.266                                                | | |      |
| Schiedsrichter: Kurt Röthlisberger ( Schweiz)                    | | |      |
| Spielbericht                                                     | | |      |

## Italien – USA 1:0 (1:0)
| Italien                                                         | Italien | USA | USA                |
| --------------------------------------------------------------- | --- | --- | ------------------ |
| Italien                                                         | \| 2. Spieltag \| \| Donnerstag, 14. Juni 1990 um 21:00 Uhr in Rom (Stadio Olimpico) \| \| Zuschauer: 73.423 \| \| Schiedsrichter: Edgardo Codesal Méndez ( Mexiko) \| \| Spielbericht \|                                                         | \| 2. Spieltag \| \| Donnerstag, 14. Juni 1990 um 21:00 Uhr in Rom (Stadio Olimpico) \| \| Zuschauer: 73.423 \| \| Schiedsrichter: Edgardo Codesal Méndez ( Mexiko) \| \| Spielbericht \|                                                   | Vereinigte Staaten |
| Italien                                                         | Walter Zenga – Franco Baresi – Giuseppe Bergomi , Riccardo Ferri, Paolo Maldini – Roberto Donadoni, Nicola Berti, Fernando De Napoli, Giuseppe Giannini – Andrea Carnevale (51. Salvatore Schillaci), Gianluca Vialli Cheftrainer: Azeglio Vicini | Tony Meola – Mike Windischmann – Jimmy Banks (80. John Stollmeyer), John Doyle, Desmond Armstrong – Paul Caligiuri, John Harkes, Tab Ramos, Marcelo Balboa – Peter Vermes, Bruce Murray (82. Christopher Sullivan) Cheftrainer: Bob Gansler | Vereinigte Staaten |
| Italien                                                         | 1:0 Giannini (11.) | | Vereinigte Staaten |
| Italien                                                         | Ferri (68.) | Banks (62.) | Vereinigte Staaten |
| Italien                                                         | Vialli schießt Foulelfmeter an den Pfosten (20.) | | Vereinigte Staaten |
| 2. Spieltag                                                     | | |                    |
| Donnerstag, 14. Juni 1990 um 21:00 Uhr in Rom (Stadio Olimpico) | | |                    |
| Zuschauer: 73.423                                               | | |                    |
| Schiedsrichter: Edgardo Codesal Méndez ( Mexiko)                | | |                    |
| Spielbericht                                                    | | |                    |

## Österreich – ČSFR 0:1 (0:1)
| Österreich                                                       | Österreich | ČSFR | ČSFR |
| ---------------------------------------------------------------- | --- | --- | ---- |
| Österreich                                                       | \| 2. Spieltag \| \| Freitag, 15. Juni 1990 um 17:00 Uhr in Florenz (Stadio Comunale) \| \| Zuschauer: 38.962 \| \| Schiedsrichter: George Smith ( Schottland) \| \| Spielbericht \|                                                                | \| 2. Spieltag \| \| Freitag, 15. Juni 1990 um 17:00 Uhr in Florenz (Stadio Comunale) \| \| Zuschauer: 38.962 \| \| Schiedsrichter: George Smith ( Schottland) \| \| Spielbericht \|                                                       | ČSFR |
| Österreich                                                       | Klaus Lindenberger – Ernst Aigner – Robert Pecl, Anton Pfeffer – Kurt Russ (46. Andreas Ogris), Alfred Hörtnagl, Manfred Zsak, Peter Schöttel (46. Michael Streiter), Andreas Herzog – Gerhard Rodax, Toni Polster Cheftrainer: Josef Hickersberger | Jan Stejskal – Ján Kocian – Miroslav Kadlec, Václav Němeček – Ivan Hašek , Ľubomír Moravčík, Jozef Chovanec (30. Július Bielik), Luboš Kubík, Michal Bílek – Tomáš Skuhravý, Ivo Knoflíček (82. Vladimír Weiss) Cheftrainer: Jozef Vengloš | ČSFR |
| Österreich                                                       | 0:1 Bilek (30., Foulelfmeter) | | ČSFR |
| Österreich                                                       | Pecl (22.), Zsak (71.), Pfeffer (85.) | Moravčík (52.), Kubik (62.) | ČSFR |
| 2. Spieltag                                                      | | |      |
| Freitag, 15. Juni 1990 um 17:00 Uhr in Florenz (Stadio Comunale) | | |      |
| Zuschauer: 38.962                                                | | |      |
| Schiedsrichter: George Smith ( Schottland)                       | | |      |
| Spielbericht                                                     | | |      |

## Italien – ČSFR 2:0 (1:0)
| Italien                                                       | Italien | ČSFR | ČSFR |
| ------------------------------------------------------------- | --- | --- | ---- |
| Italien                                                       | \| 3. Spieltag \| \| Dienstag, 19. Juni 1990 um 21:00 Uhr in Rom (Stadio Olimpico) \| \| Zuschauer: 73.303 \| \| Schiedsrichter: Joël Quiniou ( Frankreich) \| \| Spielbericht \|                                                                                         | \| 3. Spieltag \| \| Dienstag, 19. Juni 1990 um 21:00 Uhr in Rom (Stadio Olimpico) \| \| Zuschauer: 73.303 \| \| Schiedsrichter: Joël Quiniou ( Frankreich) \| \| Spielbericht \|                                                                   | ČSFR |
| Italien                                                       | Walter Zenga – Franco Baresi – Giuseppe Bergomi , Riccardo Ferri, Paolo Maldini – Roberto Donadoni (51. Luigi De Agostini), Nicola Berti, Fernando De Napoli (65. Pietro Vierchowod), Giuseppe Giannini – Salvatore Schillaci, Roberto Baggio Cheftrainer: Azeglio Vicini | Jan Stejskal – Miroslav Kadlec – Václav Němeček (46. Július Bielik), Vladimír Kinier – Ľubomír Moravčík, Ivan Hašek , Jozef Chovanec, Vladimír Weiss (58. Stanislav Griga), Michal Bílek – Tomáš Skuhravý, Ivo Knoflíček Cheftrainer: Jozef Vengloš | ČSFR |
| Italien                                                       | 1:0 Schillaci (9.) 2:0 Baggio (78.) | | ČSFR |
| Italien                                                       | Baggio (44.), Berti (70.) | Chovanec (28.), Skuhravý (29.) | ČSFR |
| 3. Spieltag                                                   | | |      |
| Dienstag, 19. Juni 1990 um 21:00 Uhr in Rom (Stadio Olimpico) | | |      |
| Zuschauer: 73.303                                             | | |      |
| Schiedsrichter: Joël Quiniou ( Frankreich)                    | | |      |
| Spielbericht                                                  | | |      |

## Österreich – USA 2:1 (0:0)
| Österreich                                                        | Österreich | USA | USA                |
| ----------------------------------------------------------------- | --- | --- | ------------------ |
| Österreich                                                        | \| 3. Spieltag \| \| Dienstag, 19. Juni 1990 um 21:00 Uhr in Florenz (Stadio Comunale) \| \| Zuschauer: 34.857 \| \| Schiedsrichter: Jamal al-Sharif ( Syrien) \| \| Spielbericht \|                                                                        | \| 3. Spieltag \| \| Dienstag, 19. Juni 1990 um 21:00 Uhr in Florenz (Stadio Comunale) \| \| Zuschauer: 34.857 \| \| Schiedsrichter: Jamal al-Sharif ( Syrien) \| \| Spielbericht \|                                            | Vereinigte Staaten |
| Österreich                                                        | Klaus Lindenberger – Ernst Aigner – Robert Pecl, Anton Pfeffer – Peter Artner, Manfred Zsak, Andreas Herzog, Michael Streiter – Andreas Ogris, Gerhard Rodax (84. Gerald Glatzmayer), Toni Polster (46. Andreas Reisinger) Cheftrainer: Josef Hickersberger | Tony Meola – Mike Windischmann – Desmond Armstrong, John Doyle, Jimmy Banks (55. Eric Wynalda) – Paul Caligiuri (70. Brian Bliss), Tab Ramos, Marcelo Balboa, John Harkes – Peter Vermes, Bruce Murray Cheftrainer: Bob Gansler | Vereinigte Staaten |
| Österreich                                                        | 1:0 Ogris (49.) 2:0 Rodax (63.) | 2:1 Murray (83.) | Vereinigte Staaten |
| Österreich                                                        | Zsak (21.), Pecl (31.), Reisinger (50.), Lindenberger (84.), Glatzmayer (90.) | Caligiuri (26.), Banks (28.), Murray (42.), Windischmann (58.) | Vereinigte Staaten |
| Österreich                                                        | Artner (33.) | | Vereinigte Staaten |
| 3. Spieltag                                                       | | |                    |
| Dienstag, 19. Juni 1990 um 21:00 Uhr in Florenz (Stadio Comunale) | | |                    |
| Zuschauer: 34.857                                                 | | |                    |
| Schiedsrichter: Jamal al-Sharif ( Syrien)                         | | |                    |
| Spielbericht                                                      | | |                    |